# Someg
Someg Gherla este o companie producătoare de construcții metalice din România.
Obiectul de activitate al firmei cuprinde, printre altele, confecții metalice, containere metalice pentru reciclarea deșeurilor, structuri sudate din europrofile, scule și unelte de mână, scări interioare și balustrade, produse forjate și matrițate.
Acționarul majoritar al firmei este producătorul de metale și aliaje feroase Transcarpatica Cluj.
Cifra de afaceri în 2007: 7,7 milioane lei (2,1 milioane euro)